# The Guard : Police maritime
Pour les articles homonymes, voir The Guard et Police maritime.
The Guard : Police maritime ou The Guard : Brigade maritime au Québec (The Guard) est une série télévisée canadienne en 22 épisodes de 45 minutes, en diffusée entre le 22 janvier 2008 et le 6 juillet 2009 sur le réseau Global. La série décrit la vie de la Garde côtière canadienne le long de la côte de la Colombie-Britannique.
En France, la série est diffusée depuis le 12 juillet 2009 sur Orange Cinéma Séries, au Québec depuis le 31 août 2009 sur Séries+, et en Belgique sur La Deux et La Une.

## Synopsis
Les vies imparfaites, hors du commun et parfois difficiles de quatre gardes-côtes Canadiens spécialistes du sauvetage. Tout en cherchant à donner un sens à leurs vies personnelles, Miro, Andrew, Carly et Laura doivent affronter au quotidien les dangers de l'océan Pacifique.

## Production
Le tournage a lieu à Squamish, en Colombie-Britannique dans la baie de Howe renommée Port Hallet par la fiction, et une vraie vedette de sauvetage de 47 pieds de la Garde côtière, le Cape St. James a été rebaptisé Cape Pacific pour la série.

## Distribution

### Acteurs principaux
- Steve Bacic (VF : Érik Colin) : Miro Da Silva
- Claudette Mink (saison 1) puis Sonya Salomaa (saison 2 et 3) (VF : Dominique Vallée) : Laura Nelson
- Jeremy Guilbaut (en) : Andrew Vanderlee
- Zoie Palmer (VF : Laëtitia Lefebvre) : Carly Greig

### Acteurs récurrents et invités
- Gordon Michael Woolvett : Barry Winter (20 épisodes)
- Julie Patzwald (ru) : Amy Vanderlee (17 épisodes)
- Ryan Robbins : Wendell Linham (16 épisodes)
- Sonya Salomaa : Laura Nelson (15 épisodes)
- Eve Harlow : Tina Renwald (12 épisodes)
- Teryl Rothery : Gwen (12 épisodes)
- Roger Cross : Jim McGregor (10 épisodes)
- Mieko Ouchi : Nori Sato (10 épisodes)
- Taya Calicetto : Libby Vanderlee (9 épisodes)
- Jared Keeso (en) : Rob Chambers (9 épisodes)
- Elfina Luk : Steffi Chow (8 épisodes)
- David James Elliott (VF : Guy Chapellier) : David Renwald (7 épisodes)
- Brianna Russel : Ellie Vanderlee (7 épisodes)
- Agam Darshi : Darma Singh (6 épisodes)
- Armaun Mangat : Navbir Singh (5 épisodes)
- Tantoo Cardinal : Ursula (4 épisodes)
- Tinsel Korey (en) : Martine (4 épisodes)
- Biski Gugushe : Officer Roy (4 épisodes)
- Sean Amsing (3 épisodes)
- Emma Lahana : Emily Greig (3 épisodes)
- Venus Terzo : Jen Renwald (3 épisodes)
- David Lewis : Ted (3 épisodes)
- Anthony Shim : Jason Wing (3 épisodes)
- Michael Eisner : Previn (3 épisodes)
- Patricia Drake (en) : Stress Counselor (3 épisodes)
- P.J. Johal : Farid Singh (3 épisodes)

 Source et légende : version française (VF) sur RS Doublage

## Épisodes

### Première saison (hiver 2008)
1. L'Accident (Waheguru)
2. La Dernière Chance (Live Free)
3. Miracle en mer (Coming Through Fog)
4. Le Cauchemar (When I'm Sixty Four)
5. L'Espoir (When All Else Fails)
6. Le Refus (Just Say No)
7. Le Signal (The Beacon)

### Deuxième saison (automne 2008)
1. L'Attente (The Hold)
2. L'Absence d'empreinte (Zero Footprint)
3. Un an de solitude (Sounds of Loneliness)
4. Le Combat (Fight or Flight)
5. La Vague (Wake)
6. Le Grand Jour (The Big Day)
7. La Tempête (Fistful of Rain)

### Troisième saison (2009)
1. Sauver le X (Body Parts)
2. Mon frère (He Is Heavy, He Is My Brother)
3. La Nuit dernière (Last Night)
4. La Jambe (Boom)
5. Quarantaine (Love Sick)
6. Les Randonneurs (Out of the Woods)
7. Cas de conscience (At Sea)
8. Ceux qui partent et ceux qui restent (Full Circle)